# Limnophilomyia (Limnophilomyia) nigeriensis
Limnophilomyia (Limnophilomyia) nigeriensis is een tweevleugelige uit de familie steltmuggen (Limoniidae). De soort komt voor in het Afrotropisch gebied.